# Summary
A Summary é um estúdio de arquitetura português com foco no desenvolvimento de sistemas construtivos pré-fabricados e modulares. Fundada em 2015 pelo arquiteto Samuel Gonçalves , formado pela Faculdade de Arquitetura da Universidade do Porto, o estúdio está situado no Porto. 
O seu trabalho tem vindo a ser reconhecido através de prémios e distinções como o "Red Dot Award 2017", na categoria Habitat , e o "40 under 40 European Design Award" (2018) , tendo o seu fundador integrado a lista dos 40 arquitetos e designers emergentes mais promissores da Europa, selecionada pelo The European Centre for Architecture, Art, Design and Urban Studies . Em 2016, participou na exposição principal da Bienal de Veneza, com a instalação original “Infrastructure-Structure-Architecture”.

## Principais Projetos
- Sistema GOMOS (2015): sistema construtivo modular; consiste em módulos de concreto/betão que podem ser instalados em poucos dias[6].
- Habitação em Vale de Cambra (2015): edifício modular de uso misto construído com o Sistema Gomos, em Vale de Cambra, Portugal [7].
- Futuristic City (2017): proposta para competição no concurso chinês Yilong Futuristic City International Design Competition [8]
- Ci3 - Centro de Incubação e Inovação Industrial (2017): encomendado pelo município de Arouca, Portugal; o Centro é uma incubadora de empresas de áreas tecnológicas[9].
- FRP Housing (2018): Residência multifamiliar em Arouca, Portugal.
- Residência Académica Social do Instituto Politécnico do Porto (2018).

## Prémios e Concursos
- Red Dot Award 2017 – vencedor na categoria Habitação [3].
- Serralves Itinerant Pavilion 2018 – entre os 3 projetos selecionados.
- Yap Maxxi 2018 - finalista.
- 40 under 40 European Design Award 2018[10].

## Exibições
- La Biennale di Venezia – 15th International Architecture Exhibition (2016) [11].

- Red Dot Design - Museu de Singapura (2017).

- The Reasons Offsite (2018): exibição imaterial com curadoria da SUMMARY. Foi exposta no Boston Society Architects [12] e na Tirana Architecture Week [13].